# Újtikos
Újtikos là một thị trấn thuộc hạt Hajdú-Bihar, Hungary. Thị trấn này có diện tích 35,29 km², dân số năm 2010 là 913 người, mật độ 26 người/km².